# Strada statale 50 del Grappa e del Passo Rolle
La strada statale 50 del Grappa e del Passo Rolle (SS 50), strada regionale 50 del Grappa e del Passo Rolle (SR 50) da Fonzaso al confine col Trentino-Alto Adige, è un'importante strada statale e regionale italiana. Si snoda in Veneto (provincia di Belluno) e nella provincia autonoma di Trento.
È una delle strade di montagna più conosciute e apprezzate delle Alpi, soprattutto per i suggestivi scenari e paesaggi naturali in cui si snoda il suo tracciato. Inoltre è stata spesso inserita nei percorsi di gare ciclistiche d'importanza internazionale, tra le quali varie edizioni del Giro d'Italia.

## Percorso
Ha inizio a Ponte nelle Alpi, centro nella valle del Piave, dove si stacca dalla strada statale 51 di Alemagna proveniente da Conegliano e diretta in Cadore. Perviene quindi nel capoluogo, Belluno (km 8), e una volta completatone l'attraversamento continua a discendere il fondovalle toccando i centri di Sedico e Santa Giustina. A Sedico si stacca la ex Strada statale 203 Agordina. Al bivio di Busche (km 31,7) si stacca sulla sinistra la strada provinciale 1 della Sinistra Piave, che è una strada provinciale che prosegue lungo il corso del fiume in direzione Treviso. La SS 50 invece si allontana dal Piave, salendo leggermente sino a Feltre (km 39). Presso la località Arten (km 46,3), sullo spartiacque tra il bacino del Piave e quello del Brenta, ha origine la diramazione SS 50 bis che si collega, con percorso a scorrimento veloce, alla strada statale 47 della Valsugana. Inoltre, la strada statale 50 perde il diritto di precedenza, che viene acquisito dalla SS 50 bis.

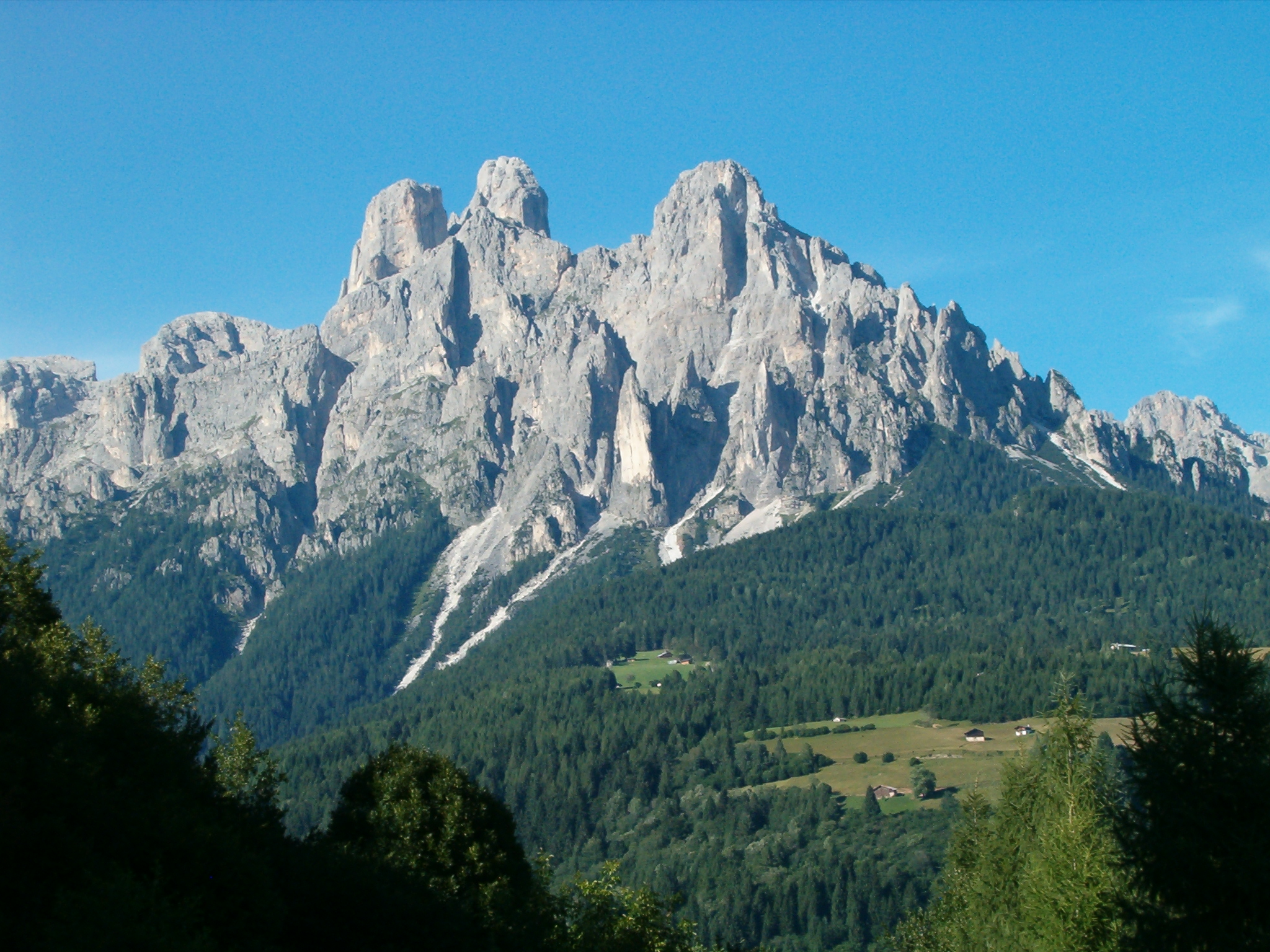
Le Pale di San Martino viste dalla SS 50.

La SS 50 invece imbocca la valle percorsa dal torrente Cismon, lambisce Fonzaso e abbandona il territorio veneto per entrare in Trentino in località Pontet (km 60), infilandosi nella stretta Val Schenèr e costeggiando l'omonimo lago. Questo tratto, molto panoramico, è caratterizzato da varie gallerie, alcune molto brevi e altre più lunghe. Al ponte di San Silvestro scavalca il Cismon ed entra nella valle del Primiero, dominata dalle Pale di San Martino, uno tra i più celebri gruppi montuosi dolomitici.
Si attraversano Imèr, Mezzano e Primiero San Martino di Castrozza (717 m, km 72,8).
Appena oltre il paese, lasciato sulla destra il bivio per il Passo Cereda, s'inizia a risalire l'alta valle mantenendosi per lo più sul fondo. Si toccano Siror (765 m), Valmesta (1119 m) e poi la celebre località turistica di San Martino di Castrozza (m 1444, km 85,6), dominata dalle vette che da essa prendono il nome. Da San Martino inizia la salita verso il Passo Rolle (m 1984, km 94,9), che si raggiunge con una serie di tornanti.
Dal valico, che costituisce lo spartiacque tra i bacini dell'Avisio (affluente dell'Adige) e del Cismon, affluente del Brenta, s'inizia la lunga discesa attraverso la val Travignolo percorsa dall'omonimo torrente. In località Paneveggio (m 1555, km 101,4), sede di un centro visitatori del Parco naturale Paneveggio-Pale di San Martino, ha inizio la strada provinciale che sale al vicino Passo Valles e scende poi a Falcade; la SS 50 invece prosegue nella sua discesa, costeggiando il lago di Paneveggio (o di Forte Buso) e attraversando Bellamonte (1372 m, km 110). Gli ultimi chilometri hanno una contropendenza maggiore e sono caratterizzati da alcuni tornanti; al termine, si giunge a Predazzo (1018 m, km 116), centro più popoloso della Val di Fiemme, ove la SS 50 si innesta nella strada statale 48 delle Dolomiti.
In seguito al decreto legislativo 2 settembre 1997, n° 320, dal 1º luglio 1998 la gestione del tratto confine col Veneto-Predazzo è passata dall'ANAS alla Provincia autonoma di Trento. La classificazione amministrativa di questo tratto è tuttavia rimasta invariata, in quanto il decreto trasferisce solo le competenze sulla gestione e non la proprietà. In seguito invece al decreto legislativo n. 112 del 1998, dal 2001 la gestione del tratto Fonzaso-confine col Trentino-Alto Adige è passata dall'ANAS alla Regione Veneto, che ha ulteriormente devoluto le competenze alla Provincia di Belluno, dove di fatto la strada è gestita da una società concessionaria, la Veneto Strade. Il tratto Ponte nelle Alpi-Fonzaso è rimasto invece all'ANAS.